# Elaine Silburn
Elaine Silburn, född 29 juli 1928, död november 2022, var en friidrottare från Kanada. Han deltog vid olympiska sommarspelen 1948.